# Pluton Island
Pluton Island är en ö i Antarktis. Den ligger i havet utanför Östantarktis. Australien gör anspråk på området. Pluton ligger i sjön Vetvistoe.